# Spelaeoecia hox
Spelaeoecia hox is een mosselkreeftjessoort uit de familie van de Deeveyidae. De wetenschappelijke naam van de soort is voor het eerst geldig gepubliceerd in 2007 door Kornicker, Iliffe & Harrison-Nelson.